# Xử lý dữ liệu điện tử
Xử lý dữ liệu điện tử có thể đề cập đến việc sử dụng các phương pháp tự động để xử lý dữ liệu thương mại.  Thông thường, điều này sử dụng các hoạt động tương đối đơn giản, lặp đi lặp lại để xử lý khối lượng lớn thông tin tương tự.  Ví dụ: cập nhật chứng khoán áp dụng cho hàng tồn kho, giao dịch ngân hàng áp dụng cho các tệp chính của tài khoản và khách hàng, đặt chỗ và giao dịch bán vé cho hệ thống đặt chỗ của hãng hàng không, thanh toán cho các dịch vụ tiện ích.  Công cụ sửa đổi "điện tử" hoặc "tự động" đã được sử dụng với " xử lý cơ sở dữ liệu " (DP), đặc biệt là c. 1960, để phân biệt xử lý dữ liệu văn thư của con người với việc thực hiện bằng máy tính.

## Lịch sử

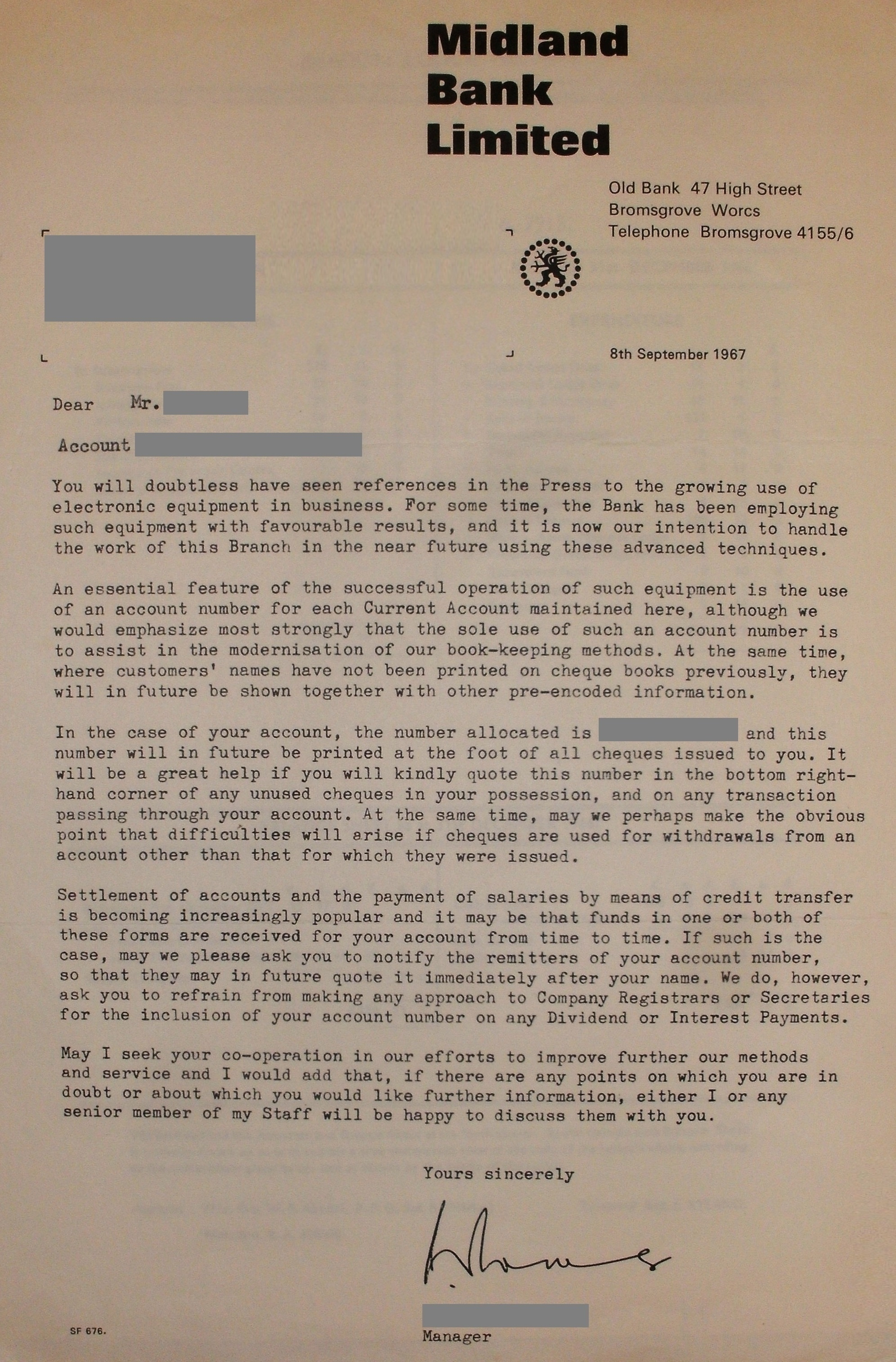
Bức thư năm 1967 của Ngân hàng Midland gửi cho khách hàng, thông báo về việc giới thiệu xử lý dữ liệu điện tử

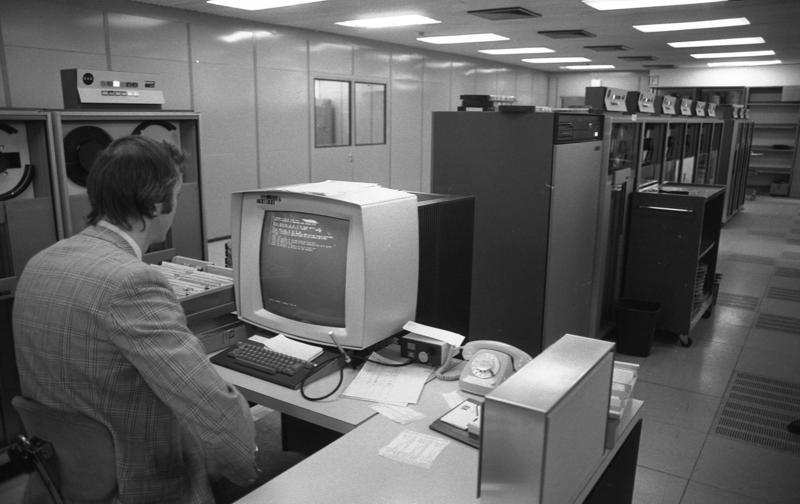
Xử lý dữ liệu điện tử trong Volkswagen nhà máy Wolfsburg, 1973

Máy tính kinh doanh thương mại đầu tiên được phát triển tại Vương quốc Anh vào năm 1951, bởi tổ chức phục vụ J. Lyons and Co.  Điều này được gọi là " Văn phòng điện tử Lyons " - hay gọi tắt là LEO.  Nó được phát triển hơn nữa và được sử dụng rộng rãi trong những năm 1960 và đầu những năm 1970.  (Joe Lyons thành lập một công ty riêng để phát triển các máy tính LEO và sau đó hợp nhất để tạo thành English Electric Leo Marconi và sau đó là International Computer Limited.  Đến cuối những năm 1950, các nhà sản xuất thẻ đục lỗ, Hollerith, Powers-Samas, IBM và những người khác, cũng đã tiếp thị một loạt các máy tính.  Hệ thống thương mại ban đầu được cài đặt độc quyền bởi các tổ chức lớn.  Những người này có thể đủ khả năng đầu tư thời gian và vốn cần thiết để mua phần cứng, thuê nhân viên chuyên gia để phát triển phần mềm bespoke và làm việc thông qua các thay đổi về tổ chức và văn hóa (và thường bất ngờ).
Lúc đầu, các tổ chức cá nhân tự phát triển phần mềm, bao gồm cả các tiện ích quản lý dữ liệu.  Các sản phẩm khác nhau cũng có thể có phần mềm bespoke 'một lần'.  Cách tiếp cận phân mảnh này đã dẫn đến nỗ lực trùng lặp và sản xuất thông tin quản lý cần nỗ lực thủ công.
Chi phí phần cứng cao và tốc độ xử lý tương đối chậm đã buộc các nhà phát triển sử dụng tài nguyên 'một cách hiệu quả'.  Các định dạng lưu trữ dữ liệu được nén rất nhiều, ví dụ.  Một ví dụ phổ biến là loại bỏ thế kỷ khỏi ngày tháng, cuối cùng dẫn đến " lỗi thiên niên kỷ ".
Đầu vào dữ liệu yêu cầu xử lý trung gian thông qua băng giấy đục lỗ hoặc thẻ đục lỗ và đầu vào riêng biệt cho một nhiệm vụ lặp đi lặp lại, tốn nhiều công sức, loại bỏ khỏi sự kiểm soát của người dùng và dễ bị lỗi.  Dữ liệu không hợp lệ hoặc không chính xác cần chỉnh sửa và gửi lại với hậu quả đối với dữ liệu và đối chiếu tài khoản.
Lưu trữ dữ liệu được nối tiếp nghiêm ngặt trên băng giấy, và sau đó là băng từ: việc sử dụng lưu trữ dữ liệu trong bộ nhớ có thể truy cập dễ dàng không hiệu quả.  Những phát triển quan trọng đã diễn ra vào năm 1959 với việc IBM công bố máy tính 1401 và năm 1962 với công nghệ thông tin điện tử (Máy tính quốc tế &amp; máy tính bảng) thực hiện phân phối CNTT-TT 1301.  Giống như tất cả các máy trong thời gian này, bộ xử lý lõi cùng với các thiết bị ngoại vi - sàn băng từ, đĩa, trống, máy in và đầu vào và đầu ra băng giấy và thẻ giấy cần không gian đáng kể trong chỗ ở máy lạnh được xây dựng đặc biệt.  Thông thường, các bộ phận của quá trình cài đặt thẻ đục lỗ, đặc biệt là các bộ sắp xếp, được giữ lại để trình bày đầu vào thẻ cho máy tính ở dạng sắp xếp trước giúp giảm thời gian xử lý liên quan đến việc sắp xếp lượng lớn dữ liệu.
Các cơ sở xử lý dữ liệu trở nên có sẵn cho các tổ chức nhỏ hơn dưới dạng văn phòng dịch vụ máy tính.  Chúng được cung cấp xử lý các ứng dụng cụ thể, ví dụ như bảng lương và thường là khúc dạo đầu cho việc mua máy tính của khách hàng.  Các tổ chức đã sử dụng các cơ sở này để thử nghiệm các chương trình trong khi chờ đợi sự xuất hiện của máy riêng của họ.
Những máy ban đầu được giao cho khách hàng với phần mềm hạn chế.  Các nhân viên thiết kế được chia thành hai nhóm.  Các nhà phân tích hệ thống đã tạo ra một đặc tả hệ thống và các lập trình viên đã dịch đặc tả đó sang ngôn ngữ máy.
Tài liệu về máy tính và EDP rất ít thông qua các bài báo xuất hiện trên các ấn phẩm kế toán và tài liệu được cung cấp bởi các nhà sản xuất thiết bị.  Số đầu tiên của Tạp chí Máy tính được xuất bản bởi Hiệp hội Máy tính Anh xuất hiện vào giữa năm 1958.  Cơ quan Kế toán Vương quốc Anh hiện có tên Hiệp hội Kế toán viên được chứng nhận thành lập Ủy ban xử lý dữ liệu điện tử vào tháng 7 năm 1958 với mục đích thông báo cho các thành viên của mình về các cơ hội do máy tính tạo ra.  Ủy ban đã sản xuất tập sách đầu tiên vào năm 1959, Giới thiệu về Máy tính điện tử.  Cũng trong năm 1958, Viện Kế toán Công chứng ở Anh và xứ Wales đã sản xuất một Kế toán giấy bằng Phương pháp Điện tử.  Các ghi chú chỉ ra những gì có khả năng và những tác động có thể có của việc sử dụng máy tính.
Các tổ chức tiến bộ đã cố gắng vượt ra ngoài các hệ thống chuyển thẳng từ thiết bị thẻ đột lỗ và máy kế toán đơn vị sang máy tính, để tạo tài khoản đến giai đoạn cân bằng thử nghiệm và hệ thống thông tin quản lý tích hợp.  Các thủ tục mới đã thiết kế lại cách thức lưu chuyển giấy, thay đổi cấu trúc tổ chức, kêu gọi suy nghĩ lại về cách thức trình bày thông tin cho ban quản lý và thách thức các nguyên tắc kiểm soát nội bộ được các nhà thiết kế hệ thống kế toán áp dụng.  Nhưng việc thực hiện đầy đủ các lợi ích này đã phải chờ sự xuất hiện của thế hệ máy tính tiếp theo

## Ngày nay
Cũng như các quy trình công nghiệp khác, CNTT thương mại đã chuyển trong hầu hết các trường hợp từ một ngành công nghiệp dựa trên đơn đặt hàng tùy chỉnh, trong đó sản phẩm được điều chỉnh để phù hợp với khách hàng; để các thành phần đa dụng được lấy ra khỏi kệ để tìm sự phù hợp nhất trong mọi tình huống.  Sản xuất hàng loạt đã giảm đáng kể chi phí và CNTT có sẵn cho các tổ chức nhỏ nhất.
LEO là phần cứng phù hợp cho một khách hàng.  Ngày nay, Intel Pentium và chip tương thích là tiêu chuẩn và trở thành một phần của các thành phần khác được kết hợp khi cần thiết.  Một thay đổi đáng chú ý là việc giải phóng máy tính và lưu trữ di động khỏi các môi trường được lọc không khí được bảo vệ.  Microsoft và IBM tại nhiều thời điểm đã có đủ ảnh hưởng để áp đặt trật tự cho CNTT và các tiêu chuẩn hóa kết quả cho phép phần mềm chuyên nghiệp phát triển.
Phần mềm có sẵn ngoài kệ: ngoài các sản phẩm như Microsoft Office và IBM Lotus, còn có các gói chuyên gia về quản lý tiền lương và quản lý nhân sự, bảo trì tài khoản và quản lý khách hàng.  Đây là những thành phần chuyên môn cao và phức tạp của các môi trường lớn hơn, nhưng chúng dựa trên các quy ước và giao diện chung.
Lưu trữ dữ liệu cũng đã được chuẩn hóa.  Cơ sở dữ liệu quan hệ được phát triển bởi các nhà cung cấp khác nhau theo các định dạng và quy ước chung.  Các định dạng tệp phổ biến có thể được chia sẻ bởi các khung chính lớn và máy tính cá nhân để bàn, cho phép xác thực và nhập trực tuyến, thời gian thực.
Song song, phát triển phần mềm đã bị phân mảnh.  Vẫn còn các kỹ thuật viên chuyên môn, nhưng những người này ngày càng sử dụng các phương pháp được tiêu chuẩn hóa trong đó các kết quả có thể dự đoán và có thể truy cập được.  Ở đầu kia của thang đo, bất kỳ người quản lý văn phòng nào cũng có thể nhúng vào bảng tính hoặc cơ sở dữ liệu và thu được kết quả chấp nhận được (nhưng vẫn có rủi ro).  Phần mềm chuyên dụng là phần mềm được viết cho một nhiệm vụ cụ thể thay vì cho một lĩnh vực ứng dụng rộng rãi.  Các chương trình này cung cấp các cơ sở đặc biệt cho mục đích mà chúng được thiết kế.